# Cayden Primeau
Pour les articles homonymes, voir Primeau.
Cayden Primeau (né le 11 août 1999 à Farmington Hills dans l'État du Michigan aux États-Unis) est un joueur professionnel américain de hockey sur glace. Il évolue au poste de gardien de but.

## Biographie

### Carrière junior
Cayden dispute la saison 2016-2017 dans l'United States Hockey League avec les Stars de Lincoln. Il dispute avec eux trente matchs et en remporte quatorze. Il obtient un taux d'arrêts de 89,5 %.
De 2017 à 2019, il joue pour les Huskies de Northeastern dans le championnat de NCAA. durant sa première saison, il dispute trente-quatre parties pour un bilan de dix-neuf victoires. Il présente un taux d'arrêts de 93,1 % et reçoit plusieurs honneurs dans la division Hockey East : nomination sur l'équipe des recrues, nomination sur la première équipe d'étoile, Recrue de l'année et gardien de l'année. À sa deuxième saison, en trente-six matchs, il en remporte vingt-quatre et présente un taux d'arrêts de 93,3 %. Il obtient plusieurs honneurs au sein de la division Hockey East : Champion avec son équipe, nommé sur la première équipe d'étoile, nommé sur l'équipe type du tournoi, nommé parmi les 3 étoiles de la saison, gardien de l'année et MVP du tournoi. Au niveau de la NCAA, il est nommé sur la première équipe d'étoile et meilleur gardien.

### Carrière professionnelle
Le 24 juin 2017 à Chicago a lieu le Repêchage d'entrée dans la Ligue nationale de hockey. il est choisi en 199e position lors de la 7e ronde par les Canadiens de Montréal.
Le 31 mars 2019, il signe son contrat d'entrée dans la LNH avec les Canadiens.
Il dispute son premier match professionnel avec le Rocket de Laval, le club-école des Canadiens, évoluant dans la Ligue américaine de hockey, le 5 octobre 2019.
Environ trois mois plus tard, le 6 décembre 2019, il obtient un premier départ en LNH.
Au terme de la saison 2019-2020, il est nommé sur l'équipe des Recrues de la LAH.

### Carrière internationale
Cayden représente les États-Unis en junior, depuis 2016. Il remporte le Championnat du monde moins de 18 ans en 2017 et est finaliste lors du Championnat du monde junior en 2019. Il fait également partie des cadres retenu pour le Championnat du monde en 2019, mais ne dispute aucun match.

### Vie privée
Il est le fils de Keith Primeau, ancien joueur de la LNH. Ses frères Chayse et Corey sont aussi des joueurs de hockey. Deux de ses oncles sont également d'anciens joueurs de la LNH, Wayne Primeau et Derrick Smith. Son cousin Dalton Smith est un hockeyeur professionnel évoluant dans la LAH.

## Statistiques

### En club
| Saison     | Équipe                  | Ligue      |    | Saison régulière | Saison régulière | Saison régulière | Saison régulière | Saison régulière | Saison régulière | Saison régulière | Saison régulière | Saison régulière | Saison régulière |   | Séries éliminatoires | Séries éliminatoires | Séries éliminatoires | Séries éliminatoires | Séries éliminatoires | Séries éliminatoires | Séries éliminatoires | Séries éliminatoires | Séries éliminatoires |
| Saison     | Équipe                  | Ligue      | PJ | V                | D                | Pr/N             | Min              | BC               | Moy              | % Arr            | Bl               | Pun              | PJ               | V | D                    | Min                  | BC                   | Moy                  | % Arr                | Bl                   | Pun                  |                      |                      |
| 2016-2017  | Stars de Lincoln        | USHL       | 30 | 14               | 11               | 1                | 1 616            | 85               | 3,16             | 89,5             | 1                | 0                | -                | - | -                    | -                    | -                    | -                    | -                    | -                    | -                    |                      |                      |
| 2017-2018  | Huskies de Northeastern | NCAA       | 34 | 19               | 8                | 5                | 2 005            | 64               | 1,92             | 93,1             | 4                | 0                | -                | - | -                    | -                    | -                    | -                    | -                    | -                    | -                    |                      |                      |
| 2018-2019  | Huskies de Northeastern | NCAA       | 36 | 25               | 10               | 1                | 2 129            | 74               | 2,09             | 93,3             | 4                | 0                | -                | - | -                    | -                    | -                    | -                    | -                    | -                    | -                    |                      |                      |
| 2019-2020  | Rocket de Laval         | LAH        | 33 | 17               | 11               | 2                | 1 887            | 77               | 2,45             | 90,8             | 4                | 0                | -                | - | -                    | -                    | -                    | -                    | -                    | -                    | -                    |                      |                      |
| 2019-2020  | Canadiens de Montréal   | LNH        | 2  | 1                | 1                | 0                | 119              | 5                | 2,52             | 93,1             | 0                | 0                | -                | - | -                    | -                    | -                    | -                    | -                    | -                    | -                    |                      |                      |
| 2020-2021  | Rocket de Laval         | LAH        | 16 | 11               | 4                | 0                | 914              | 32               | 2,10             | 90,9             | 2                | 0                | -                | - | -                    | -                    | -                    | -                    | -                    | -                    | -                    |                      |                      |
| 2020-2021  | Canadiens de Montréal   | LNH        | 4  | 1                | 2                | 1                | 202              | 14               | 4,16             | 84,9             | 0                | 0                | -                | - | -                    | -                    | -                    | -                    | -                    | -                    | -                    |                      |                      |
| 2021-2022  | Rocket de Laval         | LAH        | 33 | 16               | 12               | 3                | 1 915            | 94               | 2,94             | 90,9             | 2                | 0                | 14               | 9 | 5                    | 912                  | 33                   | 2,17                 | 93,6                 | 0                    | 0                    |                      |                      |
| 2021-2022  | Canadiens de Montréal   | LNH        | 12 | 1                | 7                | 1                | 250              | 40               | 4,62             | 86,8             | 0                | 0                | -                | - | -                    | -                    | -                    | -                    | -                    | -                    | -                    |                      |                      |
| 2022-2023  | Rocket de Laval         | LAH        | 41 | 19               | 15               | 6                | 2 409            | 122              | 3,04             | 90,9             | 3                | 0                | 2                | 0 | 2                    | 912                  | 33                   | 2,52                 | 91,2                 | 0                    | 0                    |                      |                      |
| 2022-2023  | Canadiens de Montréal   | LNH        | 3  | 0                | 2                | 0                | 138              | 8                | 3,46             | 85,2             | 0                | 0                | -                | - | -                    | -                    | -                    | -                    | -                    | -                    | -                    |                      |                      |
| 2023-2024  | Canadiens de Montréal   | LNH        | 23 | 8                | 9                | 4                | 1 325            | 66               | 2,99             | 91,0             | 2                | 2                | -                | - | -                    | -                    | -                    | -                    | -                    | -                    | -                    |                      |                      |
| 2024-2025  | Canadiens de Montréal   | LNH        | 11 | 2                | 3                | 1                | 524              | 41               | 4,70             | 83,6             | 0                | 2                | -                | - | -                    | -                    | -                    | -                    | -                    | -                    | -                    |                      |                      |
| 2024-2025  | Rocket de Laval         | LAH        | 26 | 21               | 2                | 2                | 1 528            | 50               | 1,96             | 92,7             | 2                | 2                | 8                | 3 | 4                    | 386                  | 21                   | 3,27                 | 87,8                 | 1                    | 0                    |                      |                      |
| Totaux LNH | Totaux LNH              | Totaux LNH | 55 | 13               | 24               | 7                | 2 828            | 174              | 3,69             | 88,4             | 2                | 4                | -                | - | -                    | -                    | -                    | -                    | -                    | -                    | -                    |                      |                      |

### En équipe nationale
| Année | Équipe         | Événement                            |   | PJ | V | D   | Min | BC   | Moy  | % Arr | Bl | Pun               |  | Résultat |
| 2017  | États-Unis U18 | Championnat du monde moins de 18 ans | 0 | -  | - | -   | -   | -    | -    | -     | -  | Médaille d'or     |  |          |
| 2019  | États-Unis U20 | Championnat du monde junior          | 5 | 4  | 1 | 299 | 8   | 1,61 | 93,6 | 0     | 0  | Médaille d'argent |  |          |
| 2019  | États-Unis     | Championnat du monde                 | 0 | -  | - | -   | -   | -    | -    | -     | -  | 7e place          |  |          |

## Trophées et honneurs personnels

### Hockey East
- 2017-2018 : nommé sur l'équipe des recrues
- 2017-2018 : nommé sur la première équipe d'étoile
- 2017-2018 : nommé recrue de l'année
- 2017-2018 : nommé gardien de l'année
- 2018-2019 : Champion avec son équipe
- 2018-2019 : nommé sur la première équipe d'étoile
- 2018-2019 : nommé sur l'équipe type du tournoi
- 2018-2019 : nommé parmi les 3 étoiles de la saison
- 2018-2019 : nommé gardien de l'année
- 2018-2019 : nommé MVP du tournoi

### NCAA
- 2018-2019 : nommé sur la première équipe d'étoile
- 2018-2019 : nommé gardien de l'année

### Ligue américaine de hockey
- 2019-2020 : nommé sur l'équipe des Recrues de la ligue